# Clusia tocuchensis
Clusia tocuchensis är en tvåhjärtbladig växtart som beskrevs av Nathaniel Lord Britton. Clusia tocuchensis ingår i släktet Clusia och familjen Clusiaceae. Inga underarter finns listade i Catalogue of Life.